# Carex agglomerata
Espèce
Classification phylogénétique
Carex agglomerata est une espèce de plantes du genre Carex et de la famille des Cyperaceae.